# Eduard Vogel
Eduard Ludwig Vogel (Düsseldorf, 7 de marzo de 1829 - Abeché, principios de febrero de 1856) fue un astrónomo y explorador alemán. 

## Biografía

### Primeros años
Pasó su infancia en Krefeld, donde su padre era director de la Höhere Stadtschule, actual Gymnasium am Moltkeplatz. Su padre se trasladó a Leipzig, donde Eduard asistió a la Thomasschule, donde un profesor sentó las bases de su interés por la astronomía. A partir de 1848, estudió matemáticas y ciencias naturales en la Universidad de Leipzig y en la Universidad Friedrich Wilhelm de Berlín. En Berlín se dedicó a la astronomía y su mecenas fue Alexander von Humboldt. En 1851, viajó a Londres y se convirtió en asistente del astrónomo John Russel Hind en el Observatorio George Bishop.

### Expedición por África
En 1853, por consejo del geógrafo y cartógrafo August Petermann, el gobierno británico le pidió que se uniera como astrónomo en lugar del fallecido Adolf Overweg a una expedición enviada a África Central. La expedición había sido enviada en 1849 bajo el liderazgo del misionero y abolicionista británico James Richardson y en ella participaban los alemanes Heinrich Barth y Adolf Overweg.  
En enero de 1853, Vogel escribió a su padre en Leipzig desde Londres: «El 7 de febrero salgo de Inglaterra para embarcarme en un gran viaje de descubrimiento al interior de África por encargo del gobierno británico, que probablemente me mantendrá alejado de Europa durante unos tres años». Recorrió cerca de dos mil kilómetros desde Trípoli a través del desierto y en enero de 1854 llegó a la región de Kukawa, en el lago Chad. Vogel determinó la ubicación del lago, exploró las tierras al oeste de Chad y contrajo fiebre amarilla, que casi lo mató. En diciembre de 1854, se encontró con Barth cerca de la localidad de Zinder y luego avanzó hacia Jacoba, lugar donde ningún europeo había estado antes. Como los otros científicos con los que debía reunirse ya no estaban vivos, a Vogel se le asignó el liderazgo de la expedición. Realizó sus propias excursiones y también participó en las campañas militares del sultán local.

### Últimos años
Intentó penetrar más profundamente en las tierras altas de Adamawa, pero las tribus nativas hostiles le obligaron a retroceder en las orillas del río Benue. En diciembre de 1855, Vogel se dirigió a territorio del imperio uadai, donde inicialmente fue bien recibido, pero fue asesinado en Abéché, presumiblemente por orden del sultán. La incertidumbre sobre su destino provocó que se organizaran varias expediciones de rescate. El geógrafo August Petermann incluso fundó una fundación que, como “empresa nacional alemana”, debía ayudar a esclarecer el destino del explorador desaparecido. Las circunstancias que llevaron al asesinato de Vogel sólo pudieron ser aclaradas parcialmente en 1873 por Gustav Nachtigal.